# Епархия Колимы
Епархия Колимы (лат. Dioecesis Colimensis) — епархия Римско-Католической церкви с центром в городе Колима, Мексика. Епархия Колимы входит в митрополию Гвадалахары. Кафедральным собором епархии Колимы является церковь Пресвятой Девы Марии Гваделупской.

## История
11 декабря 1881 года Римский папа Лев XIII выпустил буллу Si principum, которой учредил епархия Колимы, выделив её из архиепархии Гвадалахары.
В следующие годы епархия Колимы передала часть своей территории новым церковным структурам:
- 28 января 1961 года — епархии Аутлана;
- 13 января 1962 года — территориальной прелатуре Хесус-Мария дель Наяр;
- 30 апреля 1962 года — епархии Апатсингана;
- 25 марта 1972 года — епархии Сьюдад-Гусмана.

## Ординарии епархии
- епископ Francisco Melitón Vargas y Gutiérrez (15.03.1883 — 1.06.1888);
- епископ Francisco de Paula Díaz y Montes (27.05.1889 — 14.04.1891);
- епископ Atenógenes Silva y Álvarez Tostado (11.07.1892 — 21.08.1900);
- епископ José Amador Velasco y Peña (17.07.1903 — 30.06.1949);
- епископ Ignacio de Alba y Hernández (30.06.1949 — 25.07.1967);
- епископ Leonardo Viera Contreras (25.07.1967 — 25.03.1972);
- епископ Rogelio Sánchez González (23.07.1972 — 8.02.1980);
- епископ José Fernández Arteaga (8.02.1980 — 20.09.1988);
- епископ Gilberto Valbuena Sánchez (8.07.1989 — 9.06.2005);
- епископ José Luis Amezcua Melgoza (9.06.2005 — 11.11.2013);
- епископ Marcelino Hernández Rodríguez (11.11.2013 — по настоящее время).

## Источник
- Annuario Pontificio, Libreria Editrice Vaticana, Città del Vaticano, 2003, ISBN 88-209-7422-3